# 石川康晴
石川 康晴（いしかわ やすはる、1970年12月15日 - ）は、日本の実業家。学位は経営管理修士（専門職）（京都大学・2018年）。公益財団法人石川文化振興財団理事長（初代）。株式会社ストライプインターナショナル社長（創業者）。内閣府男女共同参画議員を歴任、2021年社長辞任、現在は持株会社イシカワホールディングス社長。

## 来歴

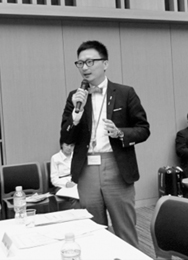
2014年10月3日、内閣府男女共同参画推進連携会議の全体会合にて

### 生い立ち
1970年12月15日、岡山市で生まれる。日舞の師範を務めていた祖母の影響で服に興味を持ち始め、中学時代からお小遣いやお年玉をほぼ洋服に使っていたが、中学2年の時に行きつけの服屋の店員に「そんなに洋服が好きなら洋服屋になればいい」と言われ、その言葉がきっかけとなり、将来アパレル一本でやっていくことを決める。岡山県立岡山南高等学校卒業後、専門学校に進学、卒業後は紳士服チェーンに就職。給料はなるべく使わず、ボーナスは全額貯金、入社して2年半後に退社する。

### 会社設立
1994年（平成6年）に有限会社としてクロスカンパニーを創業、株式会社化を経て、ストライプインターナショナルに改組。1999年（平成11年）に独自ブランドである「earth music&ecology」を立ち上げた。創業当時、所持金は起業のために貯めた300万円だけで、これを資金として4坪の店をオープン。店の内装は可能な限り自力で行っていた。また創業当時はヨーロッパで買い付けをして販売するレディースのセレクトショップを展開しており、初年度には売り上げが4000万円、翌年には1億円、3年目で2億円と順調に業績を伸ばした。企業を経営する傍ら、2008年に岡山大学経済学部経済学科に社会人入試で入学、のち卒業、2018年京都大学大学院経営学修士課程を修了。
2013年11月、起業家表彰制度「EY アントレプレナー・オブ・ザ・イヤー・ジャパン2013」の「ナショナル・アントレプレナー・オブ・ザ・イヤー部門」入賞。2013年度日本代表に選出。
2018年12月、ストライプインターナショナルの臨時査問会において複数のセクハラを疑わせる行為により厳重注意を受けた。
2019年6月、ストライプインターナショナルの石川康晴代表取締役社長が保有する現代アート作品を展示する「Intimate Distance. Masterpieces from the Ishikawa Collection」が、フランス・モンペリエのMO.CO.HOTEL DES COLLECTIONSで開催された。
2020年3月にストライプインターナショナルの代表取締役社長を辞任した。
2021年5月、小売業のベンチャー企業を中心に投資を行い、世界中の起業家を支援することを使命とする投資会社、イシカワホールディングス株式会社を設立、社長に就任。子会社の(株）Merci会長、（株）waistline group会長、（株）茶下山社長、tetta（株）会長も務める。

## 人物

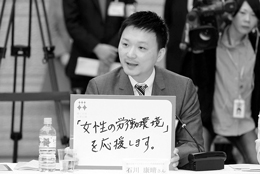
2014年3月、総理大臣官邸にて

「輝く女性の活躍を加速する男性リーダーの会」の賛同者の一人に名を連ね、2012年（平成24年）3月より内閣府の男女共同参画推進連携会議において議員を務めるなど男女共同参画に取り組む。第4次安倍政権においては、「重要政策に関する会議」の1つとして位置づけられる男女共同参画会議の議員に任命されることになり、2019年（平成31年）3月に正式就任した。しかし、セクハラに関する一連の報道を受け、2020年3月に議員を辞任する意向を表明した。
現在は公益財団法人石川文化振興財団の理事長として、地元岡山の地域活性化と経済振興のために事業を通して様々な貢献活動をしている。
オカヤマアワード
「自分の生まれ育った故郷岡山をもっと元気にしたい」という思いから、岡山の地域経済活性化と若手支援を目的に石川本人が私財を投入し2010年に「オカヤマアワード」を創設、年に一度授賞式を開催し、その年に岡山で活躍した（もしくは岡山県出身で活躍した）人物を表彰している。
Imagineering OKAYAMA ART PROJECT
石川の所有するアートコレクション「石川コレクション」を岡山城やその周辺を中心に展示したプロジェクト。岡山市の「岡山未来づくりプロジェクト」のメイン事業の一つとして2014年11月2日から12月25日まで開催された。プロジェクトメンバーの代表を石川がつとめ、アドバイザリー/ エキシビジョン・スペース・デザインに片山正通（株式会社ワンダーウォール代表）、アートアドバイザリーに那須太郎（TARO NASU代表）。
岡山芸術交流
3年に1度、岡山市内で行われる現代アートの国際展覧会。実行委員会会長は市長が務め、総合プロデューサーは石川康晴、総合ディレクターに那須太郎。次回は2025年に行われる予定。
福岡醤油ギャラリー
芸術や地域文化の発信を行う「福岡醤油ギャラリー」を岡山市に2021年4月15日オープンした。こけら落としはチームラボの展覧会「TeamLab: Tea Time in the Soy Sauce Storehouse」。2021年9月より第2期として福岡醤油ギャラリー2階にて社会や地域の課題解決を目的とするSDGs塾を開始。第一回目の活動として、発達障害の子供たちを対象とした「なる塾」を開催。

## 略歴
- 1970年 岡山県岡山市で生まれる
- 1986年 岡山市立福田中学校卒業
- 1989年
  - 岡山県立岡山南高等学校卒業
  - 専門学校に入学

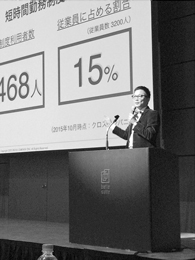
男女共同参画の取り組みについて講演

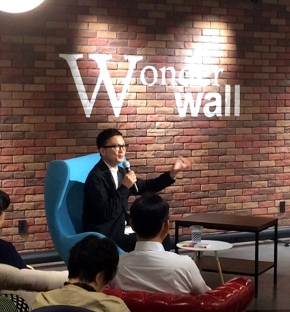
2019年9月6日、講演会「アートと岡山から何を学ぶか」にて

- 1994年 23歳で故郷の岡山県にクロスカンパニーを創業、レディスセレクトショップ「CROSS FEMME」オープン
- 1995年 有限会社クロスカンパニー設立
- 1999年 主力ブランド「earth music&ecology」事業開始
- 2002年 株式会社クロスカンパニーへ組織変更
- 2004年 香港へ同社ブランドを展開
- 2008年
  - 岡山大学経済学部経済学科に社会人入試を経て入学
  - 台湾現地法人設立。董事長に就任
- 2009年 米国トム・ブラウンのオーナーに就任
- 2010年 オカヤマアワード創設[15]
- 2011年 中国現地法人設立。董事長に就任
- 2012年3月 内閣府男女共同参画推進連携会議議員
- 2013年
  - 1月 株式会社キャンの代表取締役会長に就任
  - 初の著書『アース ミュージック＆エコロジーの経営学』を日経BP社より発行[20]
- 2014年
  - 自身のアートコレクションを岡山城やその周辺を中心に展示したプロジェクトImagineering OKAYAMA ART PROJECTを開催
- 2015年
  - 2月 公益法人石川文化振興財団理事長に就任
  - 4月 バスケット株式会社の代表取締役会長に就任
  - 9月 株式会社キュレーションジャパンの代表取締役会長に就任
- 2016年 3月株式会社ストライプインターナショナルに社名変更。現在、7会社、1財団の代表を務める。
  - 10月 株式会社アルファベットパステルの代表取締役会長に就任
  - 10月 株式会社スマービーの代表取締役会長に就任
  - テート・ギャラリーのインターナショナル・カウンシル・メンバーを務める。日本を代表する有識者は石川康晴と大林組会長のみである。[21]
- 2017年3月 約20億円を投じて岡山大学に人材育成のための講座の開設とその拠点になるホールの建設をする包括協定を締結
- 2018年 京都大学大学院（経営学修士）
- 2018年12月 社員との距離感において、ストライプインターナショナルの査問会が開かれる。
- 2019年3月 内閣府男女共同参画会議議員[12]
- 2020年
  - 3月 ストライプインターナショナル社長を辞任[22]。
  - 10月 アメリカの美術雑誌「アートニュース」にて毎年発表している世界のトップコレクター200人にリスト入りする。日本人は、石川康晴の他、前澤友作、柳井正、佐藤辰美がリスト入りした。[23]

## 賞歴
- 2013年 EY アントレプレナー・オブ・ザ・イヤー・ジャパンナショナル・アントレプレナー・オブ・ザ・イヤー部門入賞[7]。
- 2018年 第47回ベストドレッサー賞特別賞受賞[24]

## 栄典
- 2019年9月　岡山県への寄付により西日本豪雨災害の復興支援に貢献して紺綬褒章を受章した。[25]。
- 2021年2月　岡山県瀬戸内市への寄付により備前長船刀剣博物館の施設整備に貢献して再び紺綬褒章を受章した。[26]

## テレビ出演
- 日経スペシャル カンブリア宮殿 ユニクロの次を狙うアパレルの風雲児 大胆アイデアと転換力で世界を掴め！（2016年10月20日、テレビ東京）[27]

## 著作

### 単著
- 『アースミュージック＆エコロジーの経営学 売上高10年で22倍100％正社員 女性9割』（著者:石川康晴、編者:日経トップリーダー）（2013年12月13日、日経BP社）ISBN 9784822263867
- 『学びなおす力 新時代を勝ち抜く「理論とアート」』（2019年8月19日、PHP研究所）ISBN 9784569843568

### 共著
- 『新世代CEOの本棚』（共著者:堀江貴文 佐渡島庸平 出雲充 ほか）（2016年3月25日、文藝春秋）ISBN 9784163904283
- 著『「稼ぎ方」の教科書 田原総一朗対談8人の若手経営者』（共著者:田原総一朗 ほか）（2016年9月1日、実務教育出版）ISBN 9784788911888

## 関連文献
- 上阪徹著『社長の「まわり」の仕事術』インプレス、2017年。ISBN 9784295002611